# Дититанат натрия
Дититанат натрия — неорганическое соединение,
соль натрия и титановой кислоты
с формулой Na2Ti2O5,
бесцветные кристаллы,
не растворяется в воде,
образует кристаллогидраты.

## Получение
- Сплавление стехиометрических количеств диоксида титана и едкого натра:

{\displaystyle {\mathsf {2NaOH+2TiO_{2}\ {\xrightarrow {T}}\ Na_{2}Ti_{2}O_{5}+H_{2}O}}}

## Физические свойства
Дититанат натрия образует бесцветные кристаллы.
Образует кристаллогидрат состава Na2Ti2O5•H2O.
Не растворяется в воде.